# Pittura pompeiana

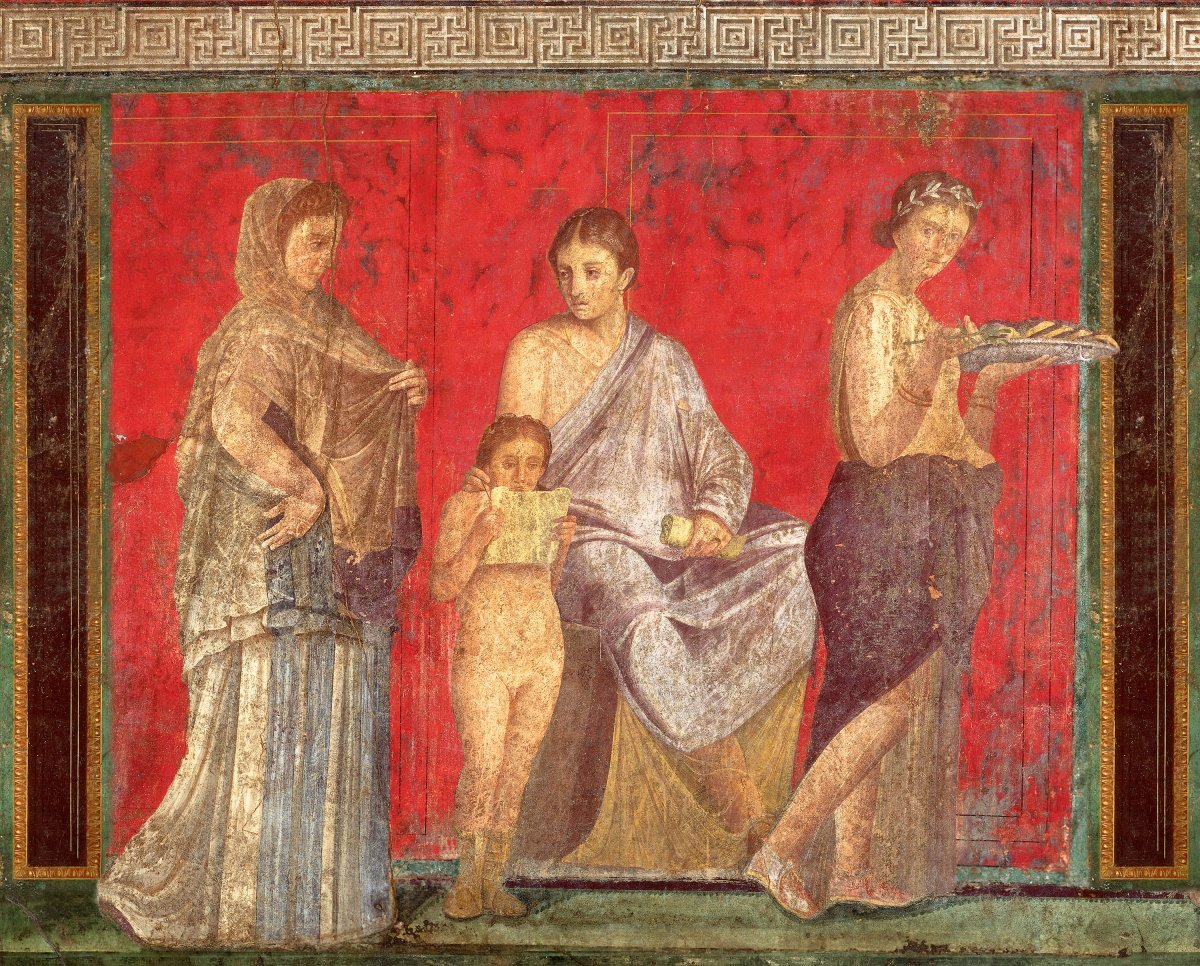
Celebre affresco della Villa dei misteri a Pompei.

Sotto il termine pittura pompeiana si riassume tutta la pittura parietale presente nelle case di Pompei del periodo compreso tra la fine del II secolo a.C. e il 79 d.C.
Le opere murali pompeiane venivano eseguite a fresco, a tempera e ad encausto.
- La pittura a fresco veniva eseguita su intonaco di calce fresca con colori macinati e diluiti in acqua.
- La pittura a tempera veniva eseguita diluendo i colori in solventi collosi e gommosi, con il rosso d'uovo e la cera.
- La pittura ad encausto, invece, la si otteneva con colori miscelati con la cera.

## Storia
Lo studioso tedesco August Mau classificò la pittura pompeiana in quattro stili basandosi sulla trattazione sulla pittura fatta da Vitruvio nel suo VII libro del De Architectura.
Vitruvio cita infatti, nell'ordine, l'incrostazione marmorea, poi uno stile a noi ignoto, con "cornicioni e riquadrature in giallo ocra", variamente disposte tra loro. Il successivo stile è un'imitazione di vedute di edifici, colonne e frontoni sporgenti e, negli spazi più grandi, di esedre dove venivano raffigurate intere scene figurate, tragiche, comiche o satiriche; nelle gallerie invece si usavano particolari paesistici (porti di mare, promontori, coste, fiumi, sorgenti, edifici, boschetti, montagne, pastori con greggi). Infine cita le "megalografie" (a soggetto determinato), con simulacri di divinità, favole mitologiche, guerre troianae o peregrinazioni di Ulisse.

## Il primo stile pompeiano

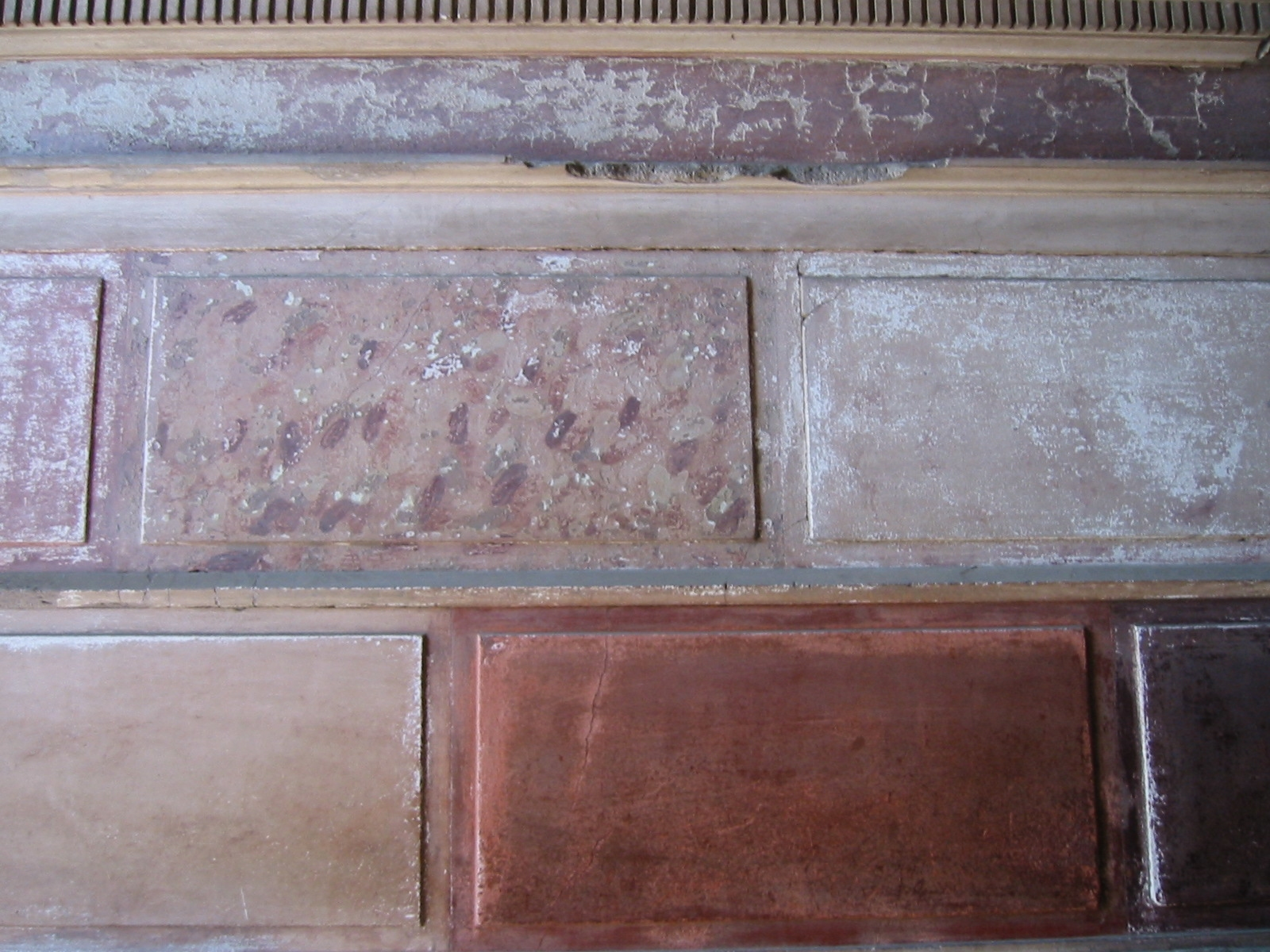
Esempio di 1° stile ad Ercolano

Il primo stile pompeiano, a incrostazione, è detto stile strutturale o dell'incrostazione e si colloca nel periodo a partire dall'età sannitica (150 a.C.) fino all'80 a.C.
Questa tecnica pittorica, diffusa sia negli edifici pubblici che nelle abitazioni, imita, utilizzando in alcuni casi anche elementi in stucco a rilievo, il rivestimento delle pareti in opus quadratum e con lastre di marmo, detto crusta, da cui il nome "stile dell'incrostazione".
Le pitture in primo stile si articolano, seguendo una ripetizione fissa, in tre zone:
- una fascia superiore decorata con cornici in stucco aggettante.
- una fascia mediana, a sua volta tripartita, dipinta con i colori predominanti rosso e nero, ma anche viola, giallo-verdi, imitanti il marmo, il granito o l'alabastro
- un plinto o zoccolo, di solito di colore giallo

Le pitture di questo stile contengono anche piccoli elementi architettonici, come ad esempio pilastri per la divisione verticale delle superfici.
Negli Scavi archeologici di Pompei questo stile è presente nella Basilica, nel tempio di Giove, nella Casa del Fauno e nella Casa di Sallustio, in quelli di Ercolano nella Casa Sannita.

## Il secondo stile pompeiano

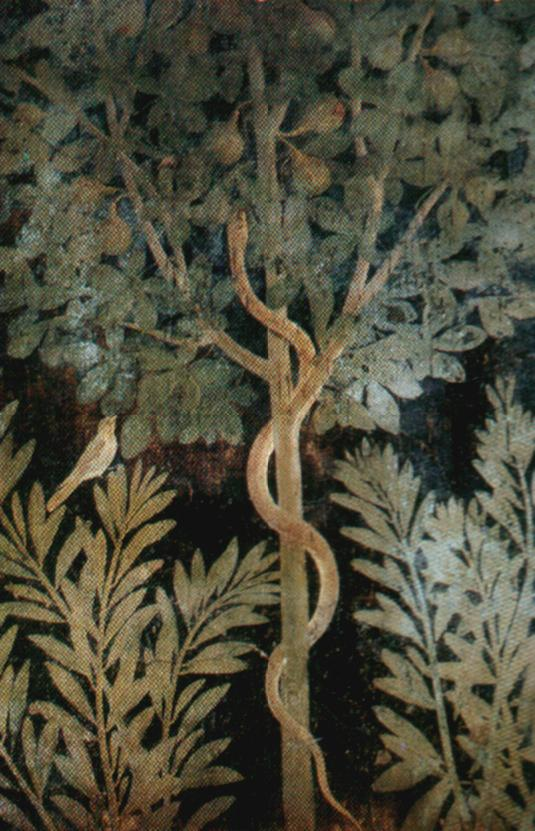
Particolare di dipinto dalla Casa del Frutteto in secondo stile

Il secondo stile pompeiano, detta architettura in prospettiva, o stile architettonico, si colloca nel periodo che va dall'80 a.C. alla fine del I secolo a.C.
In questo tipo di pittura elementi come cornici e fregi con tralci vegetali cominciano ad essere dipinti invece che realizzati in stucco, riproponendo così, con abile gioco illusionistico di colori e ombre, ciò che durante il primo stile si realizzava in rilievo.
Rispetto al primo stile, l'innovazione è fornita dall'effetto di trompe l'œil che si crea sulle pareti, dove al posto dello zoccolo si dipingono in primo piano podi con finti colonnati, edicole e porte dietro i quali si aprono vedute prospettiche.
In questo periodo nacque così anche la figura del paesaggista, che, a Pompei, dipingeva i particolari dei giardini, molto richiesti dai committenti.
Era anche in voga dipingere nature morte con cacciagione insieme a ortaggi e frutta; tali raffigurazioni si spiegano con l'usanza che c'era di inviare agli amici regali costituiti da generi alimentari crudi.
Negli scavi archeologici di Pompei questo stile è presente nella Villa dei Misteri, nelle case di Obellio Firmo, del Labirinto, delle Nozze d'Argento, del Criptoportico e sul termopolio.

## Il terzo stile pompeiano
Il terzo stile pompeiano o stile ornamentale detto parete reale, dal punto di vista cronologico, si sovrappose al secondo stile ed arrivò fino alla metà del I secolo d.C., all'epoca di Claudio (41-54).

Affresco del III stile pompeiano nel Boscotrecase, Villa Agrippa Postumo

In esso venne completamente ribaltata la prospetticità e la tridimensionalità caratteristiche dello stile precedente lasciando il posto a strutture piatte con campiture monocrome, prevalentemente scure, 
assimilabili a tendaggi e tappezzerie, al centro delle quali venivano dipinti a tinte chiare piccoli pannelli (pinakes) raffiguranti scene di vario genere.
Negli scavi archeologici di Pompei pannelli dipinti in questo stile si trovano inseriti nel muro della sala da pranzo della Villa della Porta Marina e nella Casa di Lucrezio Frontone.
Altri esempi di questo genere si trovano nella villa Imperiale a Pompei e, a Boscotrecase, nella villa di Agrippa Postumo. Il terzo stile diede poi spazio all'ultimo stile, il quarto.

## Il quarto stile pompeiano

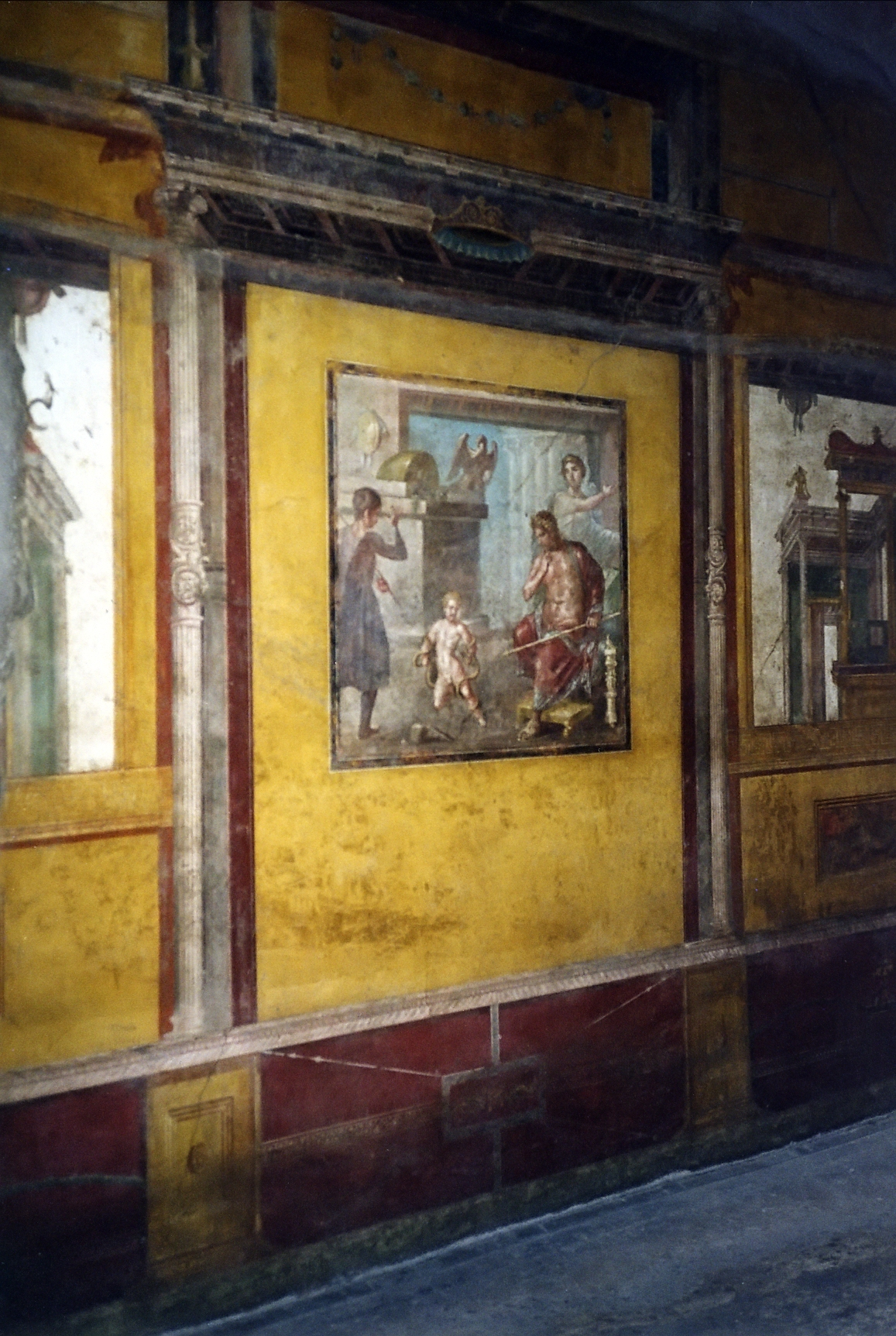
Affresco in quarto stile nella Casa dei Vettii (Ercole bambino)

Il quarto stile pompeiano o dell'illusionismo prospettico si afferma in età neroniana e si distingue dagli altri per l'inserimento di architetture fantastiche e di grande scenicità (Casa dei Vettii a Pompei e Domus Aurea a Roma).
Gran parte delle ville pompeiane furono decorate con pitture in questo stile dopo la ricostruzione della città a seguito del disastroso terremoto del 62, che provocò ingenti danni.
Il quarto stile si caratterizza per un revival di elementi e formule decorative già sperimentate in precedenza: tornano di moda le imitazioni dei rivestimenti marmorei, le finte architetture e i trompe-l'oeil caratteristici del secondo stile ma anche le ornamentazioni con candelabri, figure alate, tralci vegetali, caratteristici del terzo stile.
Esempi pompeiani di grande pregio li ritroviamo nella Casa dei Vettii e nella Casa dei Dioscuri, decorati probabilmente da artisti della stessa bottega.
Altro esempio di quarto stile lo si ritrova, sempre a Pompei, nella Casa di Menandro, nel cui atrio sono presenti pregevoli quadretti con episodi della guerra di Troia; uno dei più rappresentativi è quello che raffigura l'incontro di Priamo, Menelao ed Elena nella reggia, mentre Aiace insegue Cassandra che cerca inutilmente difesa presso il Palladio.